# Ockrakvastskinn
Ockrakvastskinn (Vararia investiens) är en svampart som först beskrevs av Ludwig David von Schweinitz, och fick sitt nu gällande namn av Petter Adolf Karsten 1898. Ockrakvastskinn ingår i släktet Vararia och familjen Lachnocladiaceae.  Arten är reproducerande i Sverige. Inga underarter finns listade i Catalogue of Life.